# Piero Gobetti
Piero Gobetti   (Torí, 19 de juny de 1901 - París, 15 de febrer de 1926) va ser un intel·lectual i periodista italià, d'ideologia liberal i antifeixista radical. Va ser un crític excepcionalment actiu durant els anys de crisi a Itàlia després de la Primera Guerra Mundial i en els primers anys de domini feixista.

## Biografia
Estudiant de dret a la Universitat de Torí, va crear la seva pròpia revista Energie Nove ('Noves Energies') el 1918. Allà va promoure la causa de la renovació política i cultural des d'un punt de mira radical, alineant-se amb les moltes crítiques de la política parlamentària liberal. Basant-se en la filosofia idealista de Benedetto Croce, Gobetti va identificar el canvi cultural amb una transformació espiritual que uniria la vida pública i privada. També es va ajuntar a causes com la reforma educativa i el dret de vot per a les dones, dirigides pel diputat independent, Gaetano Salvemini.

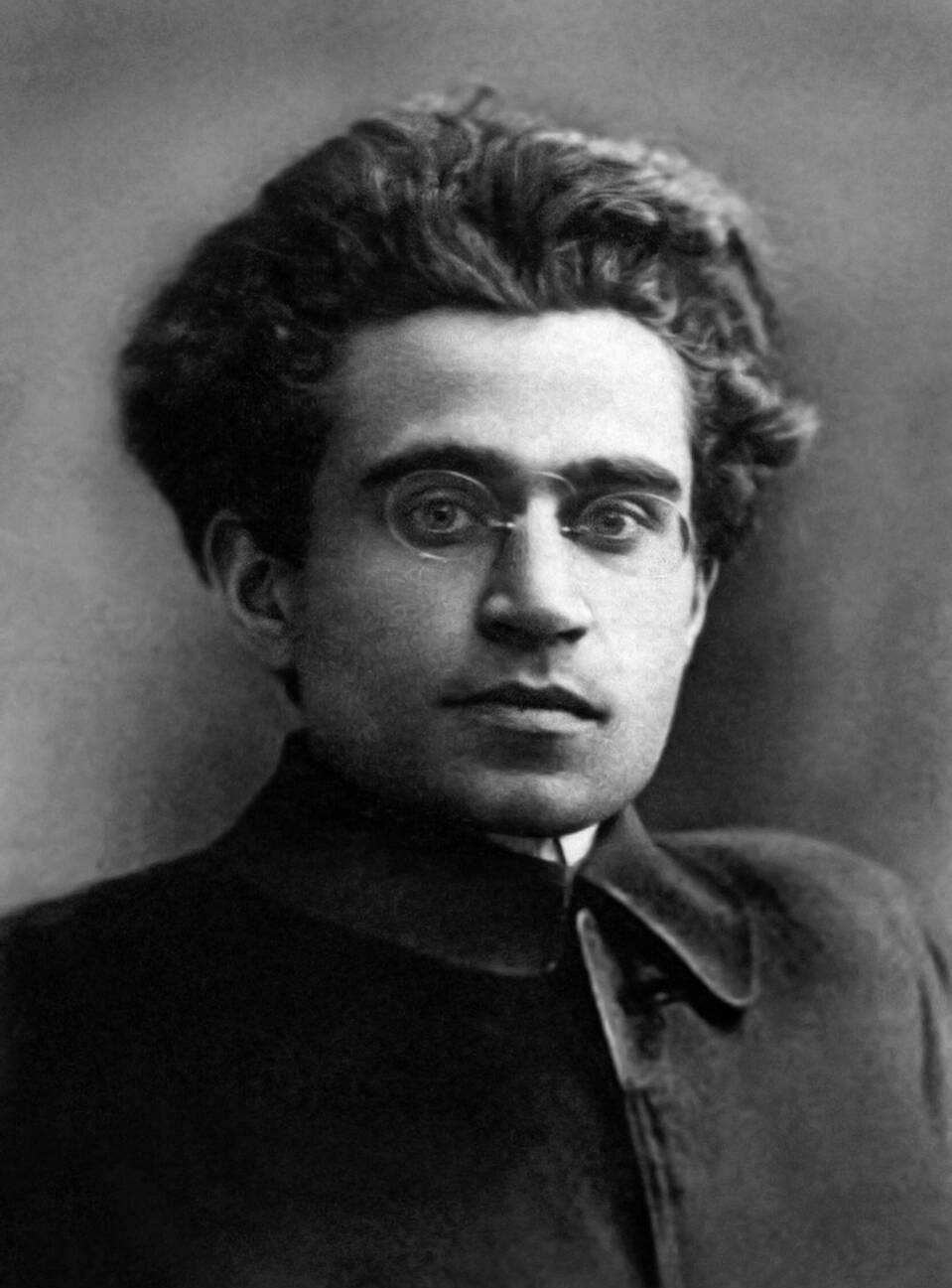
Antonio Gramsci

El 1920 Gobetti fou influenciat per Antonio Gramsci, company d'estudis i editor comunista de L'Ordine Nuovo. Gramsci va ser el principal intel·lectual durant els aldarulls proletaris a Torí el 1919-1920, que va dur a les ocupacions de les fàbriques del setembre de 1920. Inspirat en el moviment obrer i en el pensament de Gramsci que constituïa un nou tema revolucionari, Gobetti va abandonar l'edició d'"Energie Nove" per repensar els seus compromisos intel·lectuals.
El 1922, va començar a publicar una nova revista, La Rivoluzione Liberale. Aleshores va exposar una versió distintiva del liberalisme, concebuda com una filosofia d'alliberament més que no pas com una doctrina de partit. Profundament mogut per la revolució russa, que va entendre com un fet liberal, Gobetti va concebre la classe treballadora com el principal protagonista d'una revolució liberal. Segons va dir, els treballadors van manifestar el desig d'autonomia i llibertat col·lectiva que podrien renovar Itàlia. Gobetti va argumentar que els liberals haurien d'entendre el terme "liberal" com a adaptable a diferents classes i disposicions institucionals diferents de la burgesia i la democràcia parlamentària.
La líder de la resistència, Ada Gobetti, va ser la seva dona i va contribuir a La Rivoluzione Liberale, així com a altres revistes.
Gobetti també va estar molt atent als perills del partit feixista de Benito Mussolini, que va entrar al govern a l'octubre de 1922. Mentre que els liberals conservadors esperaven utilitzar temporalment la popularitat de Mussolini per restaurar el parlament, Gobetti va reconèixer l'orientació tirànica del feixisme. Va afirmar que el feixisme representava "l'autobiografia de la nació", l'increment de tots els mals de la societat italiana. En particular, el feixisme va continuar amb una tradició política de compromís, absorbint els opositors polítics en lloc de permetre que el conflicte s'expressés obertament. Va argumentar que el liberalisme era antifeixista en la mesura que, segons el seu punt de mira, va reconèixer que la llibertat s'aconsegueix mitjançant la lluita i el conflicte.
A finals de 1924, Gobetti també va començar a editar una revista de cultura literària europea titulada Il Baretti. Va utilitzar la revista per posar en pràctica la seva idea de l'antifeixisme liberal i la seva convicció que el poble italià podia aprendre a rebutjar la naturalesa de la cultura feixista mitjançant una educació en la cultura europea.
Per la seva rígida oposició al feixisme, es va trobar amb moltes dificultats a Itàlia i va ser assaltat per matons feixistes. Va ser colpejat el 1925 i, degut a això, va escapar a París a principis de l'any següent. Però mai es va restablir i va morir allà el febrer de 1926. És enterrat al cementiri de Pere Lachaise.
Després de la seva mort, i malgrat els seus relativament pocs escrits, Gobetti es va convertir en un símbol de l'antifeixisme liberal, inspirant intel·lectuals com Carlo Levi o Norberto Bobbio.